# Entre Rios (Santa Catarina)
Entre Rios es un municipio brasileño del estado de Santa Catarina. Tiene una población estimada al 2022 de 3 402 habitantes. Pertenece a la Región metropolitana del Extremo Oeste.

## Historia
Los primeros colonos se establecieron en la localidad en 1930, la cual era habitada por los tupí-guaraní y cáingang. Era llamada Toldo dos Índios, luego bautizada a Toldinho y luego a Entre Ríos, ya que está bañada por los ríos Chapecó y Chapecózinho. Fue elevada a distrito de Xaxim en 1961, y se emancipó el 19 de julio de 1995.
La población del municipio es mayoritariamente (78.5%) descendiente europea, alemana e italiana. El resto destaca descendientes tupí-guaraní (17.1%).